# Pluto's Judgement Day
Pluto's Judgment Day é uma curta-metragem da Disney, lançada nos EUA em 31 de agosto de 1935.

## Sinopse
Pluto persegue um gatinho através de uma janela e direto no colo do Mickey, que o repreende por sua atitude cruel em relação aos gatos e acrescenta que ele terá "muito o que responder em seu dia de julgamento". Ele então sai para lavar o gatinho. Pluto adormece em frente ao fogo e sonha com um inferno dominado por gatos, onde é julgado por todos os seus crimes contra gatos (sendo acertado por um rolo compressor, traumatizando gravemente um gato e assustando os parentes de três gatinhos em um rio, causando sua morte no processo, etc.) e, claro, considerado culpado. Assim como os gatos estão prestes a queimar Pluto vivo, ele acorda e descobre uma nova apreciação por gatos. Ele logo faz as pazes com o gatinho que ele ameaçou, que o lambe carinhosamente, para orgulho de Mickey.

## Elenco
- Walt Disney - Mickey Mouse
- Pinto Colving - Pluto
- Clarence Nash - gatinho; juiz
- Billy Bletcher - gato promotor

## Exibição no Disney Channel
O Disney Channel do Brasil censurou a cena onde as três gatinhas falam do que o Pluto fez e a aparência dos anjinhos do Tio Tom. O corte ocorre entre a cena onde Pluto se "imobiliza" e a cena onde o juiz pede para parar de ouvir as testemunhas (pois as provas já são mais que suficientes e evidentes). A cena teria sido censurada por consideração pesada ao público-alvo mais novo do canal, relembrando também que Tom and Jerry tem um curta chamado Heavenly Puss, onde também foi censurada pelo Cartoon Network uma cena de três gatinhos saem de um saco, mas já mortos. 